# Avia BH-33
Avia BH-33 bio je lovački avion, dvokrilac. Izgrađen je u Čehoslovačkoj 1927. godine na osnovi BH-21J koji je na konstrukciji BH-21 s Bristol Jupiter radijalnim motorom pokazivao obećavajuće rezultate.

## Dizajn i razvoj
Početni testovi na prvom prototipu bili su razočaravajući dajući zanemariv napredak u osobinama aviona u odnosu na BH-21, čak i s jačim Jupiter motorima. Slijedila su dva prototipa s Jupiter VI i Jupiter VII motorom pod oznakom BH-33-1. Izvedba drugog prototipa napokon je zadovoljila čehoslovačko ratno ministarstvo no naručeno je samo pet aviona. Tri primjera su prodana u Belgiju gdje je bila planirana izrada ovog tipa pod licencom, ali se to nije ostvarilo. Dozvolu za licenciranu proizvodnju 50 aviona dobila je tvrtka u Poljskoj gdje je prodan samo jedan primjerak. Poljski avioni s oznakom PWS-A stavljeni su 1930. u službu Poljskog ratnog zrakoplovstva.
Razvoj aviona nastavljen je cjelokupnim redizajnom trupa. Obloženi drveni okviri zamijenjeni su s okvirima ovalnog presjeka izrađenim iz šavnih čeličnih cijevi. BH-33E bio je posljednji svjetski lovac izrađen od drveta. Reagiranje čehoslovačke vojske bilo je ponovno slabo i kupljena su samo dva aviona za nacionalni akrobatski tim. Avia se opet okrenula kupcima u inozemstvo prodavši ovaj put 20 zrakoplova u Jugoslaviju, uz dozvolu za proizvodnju još 24 komada. Dva ili tri primjerka kupili su Rusi radi daljnjeg razvoja aviona.
Krajem 1929. godine poletjela je nova BH-33L inačica s krilima većeg raspona i Škoda L W blok-motorom. Ova inačica se konačno probila na domaće tržište s naručenih 80 komada za Češko ratno zrakoplovstvo. Avioni su do izbijanja Drugog svjetskog rata bili standardni u više eskadrila.
1930. izrađen je još jedan prototip - BH-33H s Pratt & Whitney Hornet motorom ali nije ušao u proizvodnju. 

## Inačice
- BH-33 - prvi prototip.
- BH-33-1 - dva prototipa s Jupiter VI (drugi) i Jupiter VII (treći) motorima plus 5 serijski izrađenih aviona (s Jupiter VII motorom).
- BH-33E – inačica s obnovljenim trupom.
- BH-33E-SHS - 22 primerka aviona s motorom IAM K9 napravljena u zemunskom Ikarus-u.[2]
- BH-33L – inačica s većim rasponom krila pokretana sa Škoda L motorom, izrađeno je 80 komada.
- BH-33H (BH-133) – inačica s Pratt & Whitney Hornet motorom, izgrađen je jedan avion.
- P.W.S.A -  Poljska licenca BH-33 inačice s neznatnim izmjenama, od 1929. do 1932.[1] Izrađeno je 50 aviona.

## Tehničke karakteristike
Osnovne karakteristike
- posada: 1, pilot
- dužina: 7,22 m
- raspon krila: 8,90 m
- površina krila: 25,5 m2
- visina: 3,13 m

Letne karakteristike
- najveća brzina: 298 km/h
- dolet: 280 km
- brzina penjanja: 9,9 m/s
- najveća visina leta: 8.000 m
- motor: 1 × Škoda L,